# قرارداد شرافتمندانه
قرارداد شرافتمندانه (به انگلیسی: Gentleman's Agreement) فیلمی به کارگردانی الیا کازان محصول سال ۱۹۴۷ کشور ایالات متحده است.این فیلم بر اساس رمان پرفروش لورا ز. هابسون به همین نام که در سال ۱۹۴۷ نوشته شده ساخته شده‌است.

## داستان فیلم
این فیلم دربارهٔ روزنامه‌نگاری (با بازی گریگوری پک) است که خودش را به دروغ یک یهودی معرفی می‌کند و در مورد بی‌اعتمادی گسترده و بیزاری از یهودیان تحقیق می‌کند.

## جوایز
- جایزه اسکار بهترین فیلم (داریل اف. زانوک)
- جایزه اسکار بهترین بازیگر نقش مکمل زن (سلست هولم)
- جایزه اسکار بهترین کارگردانی (الیا کازان)